# Хондренхеліс
Хондренхеліс (Chondrenchelys) — вимерлий рід хрящових риб, що жили у нижньому девонському періоді. Рід містить один вид — Chondrenchelys problematica.